# 河 (商朝先公)
“河”字习见于殷墟甲骨卜辞，在一期甲骨文中写作、二期写作、三期写作。一种观点认为是先商时期的一位商族先公的名称。一种观点认为是殷人用以代表黄河的专用名称，并沿用作黄河的河神，受到殷人重厚的祭祀。但“高祖河”亦见于卜辞，在一些卜文中与夒、王亥、上甲微、大乙汤四位商族先祖先公并同燎祭。高祖河拥有固定的祭祀日，“河日”。高祖河的配偶河母也有受祭。杨升南、江林昌等学者认为这些证据可以说明“河”是先商时期的商族先公之一。杨升南认为“河”即是任夏氏水官的先公，冥。《国语·鲁语》、《竹书纪年》等记载“冥勤其官而水死”，因为冥治于黄河，死于黄河，所以被祭祀为“高祖河”。江林昌根据《屯南》1116、《合集》1182、《天理》454，记载的河、王亥、上甲的祭祀顺序，推断“河”可能是王亥之父，冥，或更早的一位先公，但该观点仍需更多的材料证明。

## 参阅
- 岳—岳神、山神
- 土—土神、社神，可能指相土